# Kangassaari (ö i Norra Karelen, Pielisen Karjala)
Kangassaari är en ö i Finland. Den ligger i sjön Iso-Kuora och i kommunen Lieksa i den ekonomiska regionen  Pielinen-Karelen  och landskapet Norra Karelen, i den östra delen av landet, 400 km nordost om huvudstaden Helsingfors. Öns area är 2,1 hektar och dess största längd är 200 meter i sydöst-nordvästlig riktning.